# Pomnik Dymitra z Rostowa w Rostowie nad Donem
Pomnik Dymitra z Rostowa (ros. Памятник Димитрию Ростовскому) – pomnik świętego biskupa Dymitra z Rostowa przed soborem Narodzenia Matki Bożej w Rostowie nad Donem. 

## Historia
Na miejscu, gdzie znajduje się pomnik, przed rewolucją październikową znajdowała się figura cara Aleksandra II. O zbudowaniu przed soborem Narodzenia Matki Bożej  pomnika prawosławnego świętego biskupa związanego z Rostowem zdecydował jeszcze metropolita rostowski i nowoczerkaski Włodzimierz. Pomysłodawcą upamiętnienia Dymitra był rzeźbiarz Anatolij Sknarin, zgoda na budowę pomnika została wydana w 1989. Symboliczny kamień węgielny pod jego budowę poświęcił natomiast w 1996 kolejny biskup rostowski Pantelejmon. Podważana była sama zasadność budowy pomnika, ponadto w ocenie części mieszkańców Rostowa, jak również historyków, architektów i krajoznawców lepszym miejscem dla wzniesienia monumentu byłby teren dawnej twierdzy rostowskiej lub okolice ulicy Stepana Szaumiana, przed rewolucją – Dmitrijewskiej. Ostatecznie władze miejskie zdecydowały o ustawieniu pomnika na Placu Soborowym. Autorami monumentu są architekt N. Gmyria i rzeźbiarz Władimir Bielakow, którego projekt został wyłoniony w drodze konkursu. Projektowi zarzucono następnie skopiowanie pierwszego, wstępnego projektu autorstwa Sknarina, z tą jedynie różnicą, iż w jego wersji Dymitr z Rostowa ubrany był w riasę, zaś w projekcie Bielakowa – w świąteczny strój liturgiczny. Kontrowersje budził poziom artystyczny monumentu. Gotowy pomnik został odsłonięty w 1999.
W 2013 pojawił się projekt przestawienia pomnika, by przedstawiona na nim postać była zwrócona ku soborowi Narodzenia Matki Bożej i wchodzącym do niego ludziom, a nie odwracała się od świątyni.